# Norbert Kössinger
Norbert Kössinger (* 1975 in Landsberg am Lech) ist ein deutscher Germanist und Mediävist und als Hochschullehrer tätig.

## Leben und Wirken
Norbert Kössinger studierte von 1994 bis 2001 Germanistik, Nordistik, Italianistik und Katholische Theologie in München und Pisa und legte 2001 seine Magisterprüfung sowie das Erste Staatsexamen für das Lehramt an Gymnasien an der Ludwig-Maximilians-Universität München ab. Von 2005 bis 2006 war er wissenschaftlicher Mitarbeiter am Institut für Deutsche Philologie der LMU München, wo er 2006 mit einer Arbeit über Otfrids von Weißenburg Evangelienbuch in der frühen Neuzeit promoviert wurde.
Von 2006 bis 2011 war er wissenschaftlicher Mitarbeiter am Institut für Germanistik und Vergleichende Literaturwissenschaft der Universität Paderborn. Danach war er von 2011 bis 2014 Universitätsassistent an der Universität Wien, wo er sich 2014 mit einer Arbeit über deutschsprachige und mittelniederländische Rotuli habilitierte.
2012 vertrat er die Juniorprofessur am Fachbereich Literaturwissenschaft der Universität Konstanz, übernahm im Sommersemester 2014 eine Gastprofessor am Fachbereich Germanistik der Universität Salzburg und vertrat von 2014 bis 2018 die W3-Professur für Deutsche Literatur mit Schwerpunkt Mittelalter am Fachbereich Literaturwissenschaft der Universität Konstanz.
Von 2018 bis 2023 war er Professor für Ältere deutsche Literatur und Kultur an der Otto-von-Guericke-Universität Magdeburg. Seit dem Wintersemester 2023/24 ist er Inhaber des Lehrstuhls für Deutsche Philologie des Mittelalters an der Otto-Friedrich-Universität Bamberg.
Zu Kössingers Forschungsschwerpunkten gehören die althochdeutsche und altniederdeutsche Literatur, Literatur und Religion, Medien- und Überlieferungsgeschichte, Editionswissenschaft und -geschichte sowie die Wissenschaftsgeschichte der Germanistik.

## Schriften (Auswahl)
Monographien
- Schriftrollen. Untersuchungen zu den deutschsprachigen und mittelniederländischen Rotuli (= Münchener Texte und Untersuchungen zur deutschen Literatur des Mittelalters 148), Reichert, Wiesbaden 2020, ISBN 978-3-95490-279-8.
- Otfrids Evangelienbuch in der frühen Neuzeit. Studien zu den Anfängen der deutschen Philologie (= Frühe Neuzeit 135). Niemeyer, Tübingen 2009, ISBN 978-3-484-36635-0.

Herausgeberschaften
- Hrsg. mit Astrid Lembke: Konrad von Würzburg als Erzähler. (= Beiträge zur mediävistischen Erzählforschung. Themenheft 10). 2021, doi:10.25619/BmE_H202143.
- Hrsg. mit Elke Krotz, Henrike Manuwald und Stephan Müller: Rudolf von Ems. Beiträge zu Autor, Werk und Überlieferung (= Zeitschrift für deutsches Altertum und deutsche Literatur, Beihefte 29). S. Hirzel Verlag, Stuttgart 2020, ISBN 978-3-7776-2679-6.
- Hrsg. mit Claudia Wittig: Prodesse et delectare. Case Studies on Didactic Literature in the European Middle Ages / Fallstudien zur didaktischen Literatur des europäischen Mittelalters (= Das Mittelalter. Perspektiven mediävistischer Forschung, Beihefte 11). De Gruyter, Berlin 2019, ISBN 978-3-11-065006-8.
- Hrsg. mit Elke Krotz, Stephan Müller und Pavlína Rychterová: Anfangsgeschichten. Der Beginn volkssprachiger Schriftlichkeit in komparatistischer Perspektive (= MittelalterStudien 31). Wilhelm Fink, Paderborn 2018, ISBN 978-3-7705-6346-3.
- Hrsg. mit Cornelia Herberichs und Stephanie Seidl: Liturgie und Literatur. Historische Fallstudien (= Lingua Historica Germanica 10). De Gruyter, Berlin/Boston 2015, ISBN 978-3-11-037759-0.
- Hrsg. mit Elke Krotz und Stephan Müller: Ekkehart IV. von St. Gallen (= Lingua Historica Germanica 8). De Gruyter, Berlin/Boston 2015, ISBN 978-3-11-038785-8.
- Hrabanus Maurus. Profil eines europäischen Gelehrten. Beiträge zum Hrabanus-Jahr 2006, Sankt Ottilien 2008, ISBN 978-3-8306-7319-4.